# Cantargia AB
Cantargia AB  är ett svenskt läkemedelsföretag som är inriktat på utveckling och kommersialisering av läkemedel för att behandla cancersjukdomar samt autoimmuna/inflammatoriska sjukdomar.
Cantargia grundades 2009 i Lund av forskarna Thoas Fioretos, Marcus Järås och Kjell Sjöström. Cantargia AB:s aktier är sedan 2015 noterade på Stockholmsbörsens huvudlista.